# Tranendal
Tranendal est un hameau qui fait partie de la commune d'Oldambt dans la province néerlandaise de Groningue.
Le nom du hameau, littéralement Vallée des Larmes, serait donné en commémoration de la Bataille de Heiligerlee, qui s'est déroulée à cet endroit.